# 김대환 (음악인)
김대환(1933년 ~ 2004년 3월 1일 )은 타악기 주자이며 조각가로도 활동하였다. 열 손가락에 6개의 북체를 끼워 북을 쳐, ‘타악의 명인’이라고 불렸다. 호는 흑우(黑雨)이다. 출신지는 인천(仁川)이다.
1946년 인천 동산중학교 재학 중 브라스밴드부에 들어가 음악을 시작하였다. 동산고등학교를 졸업하여 1953년부터 1957년까지 공군 군악대로 활동하였고, 1960년대 초에는 주한미군 제8군 무대에서 활약하였다. 1968년부터 1972년까지 베트남전쟁에 참전하였다. 1975년 한국그룹사운드협회 초대 회장을 지내기도 하였고, 1978년 프리재즈(free jazz) 밴드 ‘강태환트리오’에서 드럼을 연주하였고, 1972년에는 가수 조용필,이남이와 함께 록그룹 ‘김트리오’로써 음반을 발매했었다. 2004년 3월 1일 급성 폐렴으로 투병하다가 향년 72세로 별세하였다.

## 이력

### 학력
- 경기도 인천 동산고등보통학교 졸업

#### 명예 박사 학위
- 한성대학교 명예 철학박사

### 소속
- 前 중앙대학교 타악연희학과 교수

### 주요 경력
- 1946년 미8군 무대의 브라스 밴드에서 드러머로 첫 데뷔.
- 1952년 공군 하사 임관하여 공군본부 군악대에서 복무하였고 이듬해 1953년까지 한국 전쟁에 참전.
- 1955년 공군 중사 진급.
- 1960년 공군 상사 진급.
- 1963년 공군 상사 예편.
- 1964년 록 밴드 "애드 포(Add 4)"의 드러머.
- 1968년 록 밴드 "클럽 데이트(Club Date)"의 드러머.
- 1970년 애시드 록 밴드 "퀘션스(Questions)"의 드러머.
- 1971년 록 밴드 "김 트리오"의 드러머.
- 1974년 조각가로 첫 입문.
- 1994년 솔로 타악기 연주자로서의 1번째 개인 앨범 발표.

### 기타 특점
2000년 유네스코 페스티발 2000 세계에 귀기울이며 1990년 세계기네스북에 등재 쌀 한 톨에 반야심경 283자를 모두 새김

#### 김대환의 통박 이론
김대환이 말하는 통박이란 모든 박자를 가리킨다. 즉 1/1박자다. 술에 취해 흥겨워 아무렇게나 젓가락을 두드리는 박자나 비가 올 때 떨어는 빗소리... 모두다 일정한 박자가 없고 박자라 하기에는 너무 고정적이지 않지만(꼭 그런 것만은 아님) 이런 박자야말로 음악의 본질이라는 것이다.